# Троицкая церковь (Тума)
Храм Свято́й Тро́ицы — православный храм Касимовской епархии Рязанской митрополии Русской православной церкви в посёлке городского типа Тума Клепиковского района. Здание церкви является объектом культурного наследия (памятником архитектуры) Российской Федерации.

## История
Первый камень нового храма в селе Тума был заложен в 1823 году. Каменная церковь была построена в 1841 году на средства прихожан. Возводилась церковь на болоте. Строительство нового храма шло на месте обветшавшего деревянного основания фундамента колокольни старой деревянной церкви — вертикально поставленные дубовые брёвна, залитые металлом. Изначально храм имел четыре дополнительных предела — в честь архангела Михаила, Покрова Богородицы, Святителя Николая и пророка Илии.
В 1851 году была пристроена восточная часть, обновлённая в 1878 году и «расширенная на обе стороны» после пожара в 1901 году. Трапезная обновлялась дважды — в 1866 году (иконостас и роспись) и после пожара 1901 года. Колокольня отстроена в 1863 году, возобновлена в 1902 году. В 1910 году храм был полностью расписан внутри.
Ранее церкви принадлежали здания: мужской школы, построенной в 1885 году и перестроенное с подведением каменного этажа и поднятием деревянного в 1901 году; причтовый дом, построенный в 1885 году; девять каменных корпусов, из которых два двухэтажные; два ряда деревянных лавок, каменный столб на месте сгоревшего в 1841 году храма, каменная часовня, построенная в 1887 году на месте деревянной; школьные здания во многих деревнях. Во многих деревнях прихода имелись деревянные, благоустроенные часовни, в деревне Мордвинове — каменная, в которых богослужения не проводились.
№ 6009, 26 февраля 1930 г.

Сообщаем: несмотря на требования массы с. Тума открыть церковь,

местные организации создали комиссию по проверке церковного

имущества и 24-го февраля комиссия пришла в церковь, своим

поведением оскорбляя чувства верующих: вошли в головных уборах,

курили и т.п. В результате возмущённые крестьяне в количестве

до 500 человек (часть из окрестных 7—8 селений) подойдя к зданию

РАО стали разбирать забор и требовать выдать им ключи от церкви.

При попытке РАО разогнать эту толпу, были избиты 4 милиционера.

Раздавались крики: «бей стекла, выпишемся из колхоза, поломаем

замки, но церковь не отдадим, умрем за веру православную». 

Волнение длилось в течение 2-х часов и толпа разошлась только

когда были выданы ключи от церкви.
К приходу относились школы различных сёл и деревень, некоторые из которых помещались в церковных домах, на содержание их от церкви выделялись средства. В 1915 году в них обучалось 635 мальчиков и 390 девочек. Заведующими и законоучителями в школах с 1886 года были настоятель Троицкого храма протоиерей Стефан Иоаннович Остроумов, протоиерей Александр Иоакимович Сперантов, священник Василий Фёдорович Гридин, священник Фёдор Иванович Дмитриевский, дьякон Иван Евфимиевич Обновленский; преподавателями были псаломщики Александр Петрович Соколов и Григорий Иванович Молчанов.
В ходе массовой коллективизации церковь была закрыта в конце 1920-х годов, что вызвало массовые волнения жителей села и близлежащих деревень. Во второй раз, в 1940 году было принято решение Рязанского Облисполкома № 1576 от 3 сентября 1940 года о закрытии церкви в селе Тума и переоборудовании её под Дом Культуры. С 1940 по 1946 год храм использовался как зернохранилище. Просьбы верующих об открытии церкви не прекращались до 1947 года, когда было принято решение Рязанского Облисполкома № 891 от 11 сентября 1947 года об открытии Троицкой церкви в рабочем посёлке Тума.
Архитектурный стиль — ампир с элементами эклектики. Здание церкви имеет длину 80 метров и ширину 40 метров. Высота центрального купола — 40 метров. Башня колокольни имеет высоту 65 метров, сложена из белого камня. Высота шпиля с крестом составляет около 15 метров. Общая высота сооружения — около 80 метров.
Церковь имеет пять престолов: во имя Святой Троицы, Архангела Михаила, Покрова Пресвятой Богородицы, святителя Николая Мирликийского, пророка Илии.
На территории церкви находится несколько захоронений. Предположительно, ранее служивших в ней священников. Имеется колодец с чистой водой.
Здание церкви является памятником культурного наследия России. Номер на информационном сайте Министерства культуры Российской Федерации 6200001405.
В 2012 году осуществлён ремонт колокольни, в 2013 году — ремонт куполов и башен приделов церкви. В 2019 году благоустроена территория, прилагающая к храму.
14 ноября 2014 года на здании бывшей церковно-приходской школы открыта мемориальная доска памяти священномученика Матфия Касимовского (Матвея Михайловича Рябцева), который был преподавателем школы с 1893 по 1895 год и служил псаломщиком в храме.
В 2023 году Храм отметил своё 200-летие.

## Галерея

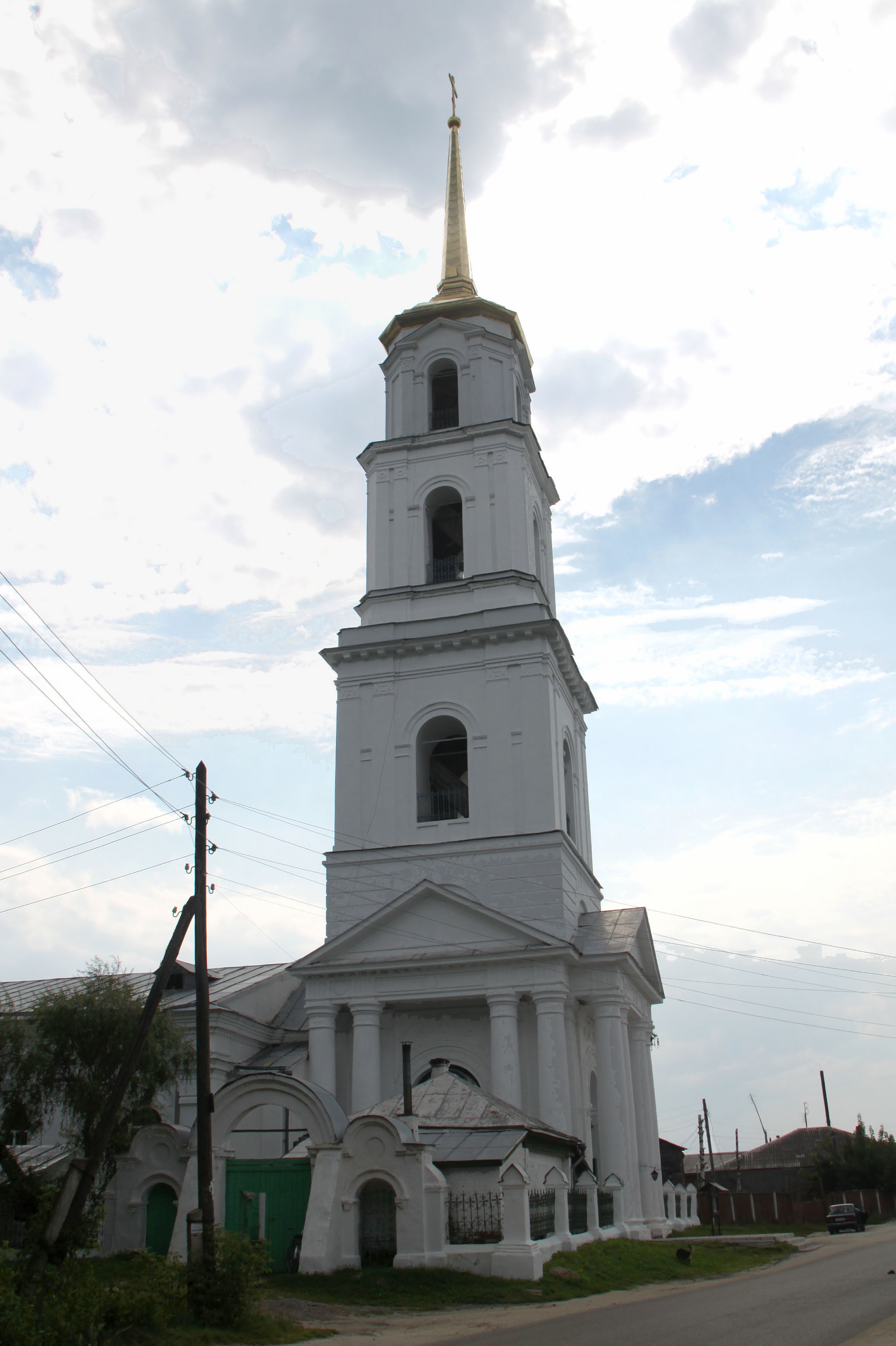
Главный вход и колокольня.
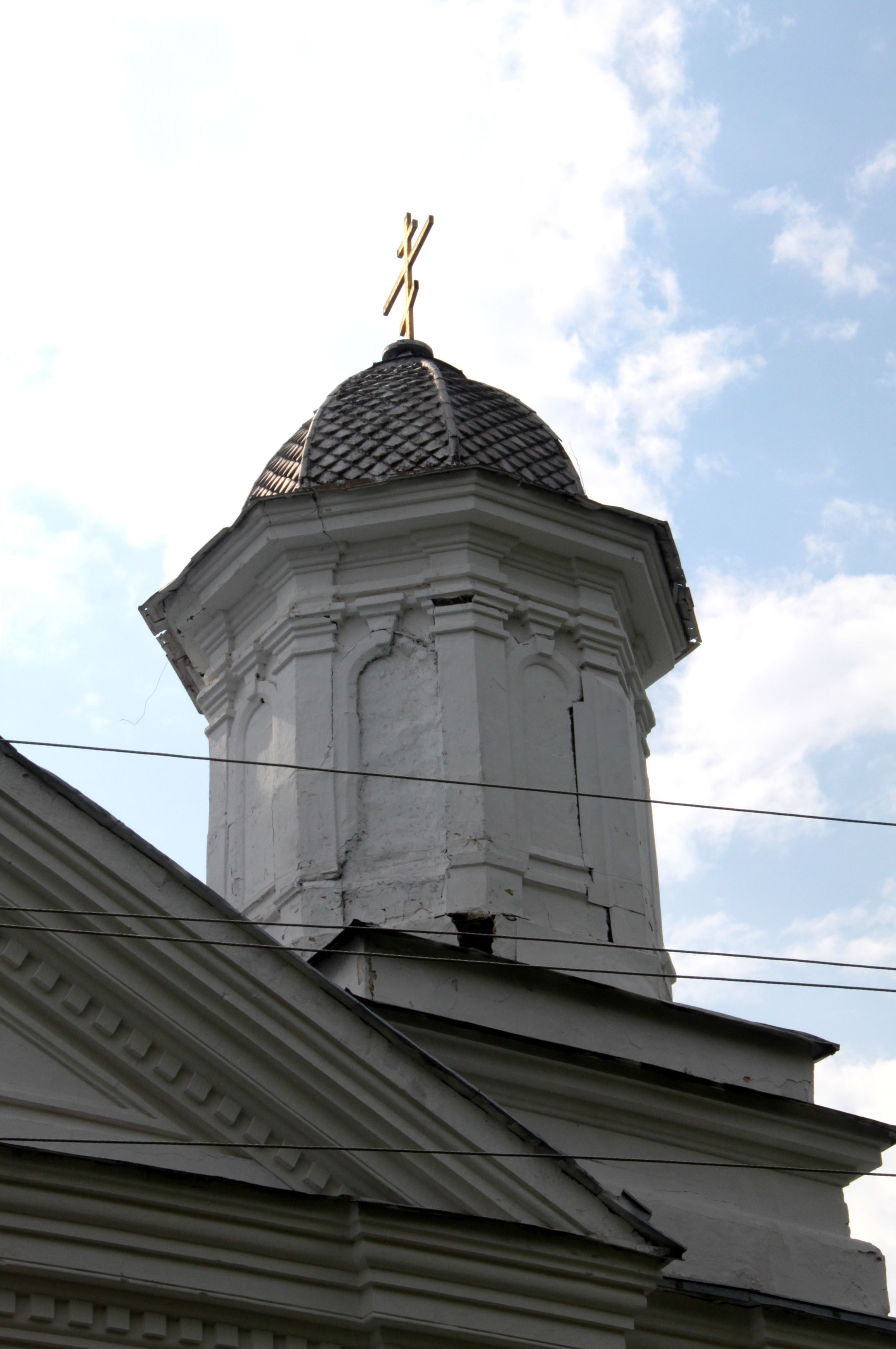
Одна из башен церкви.
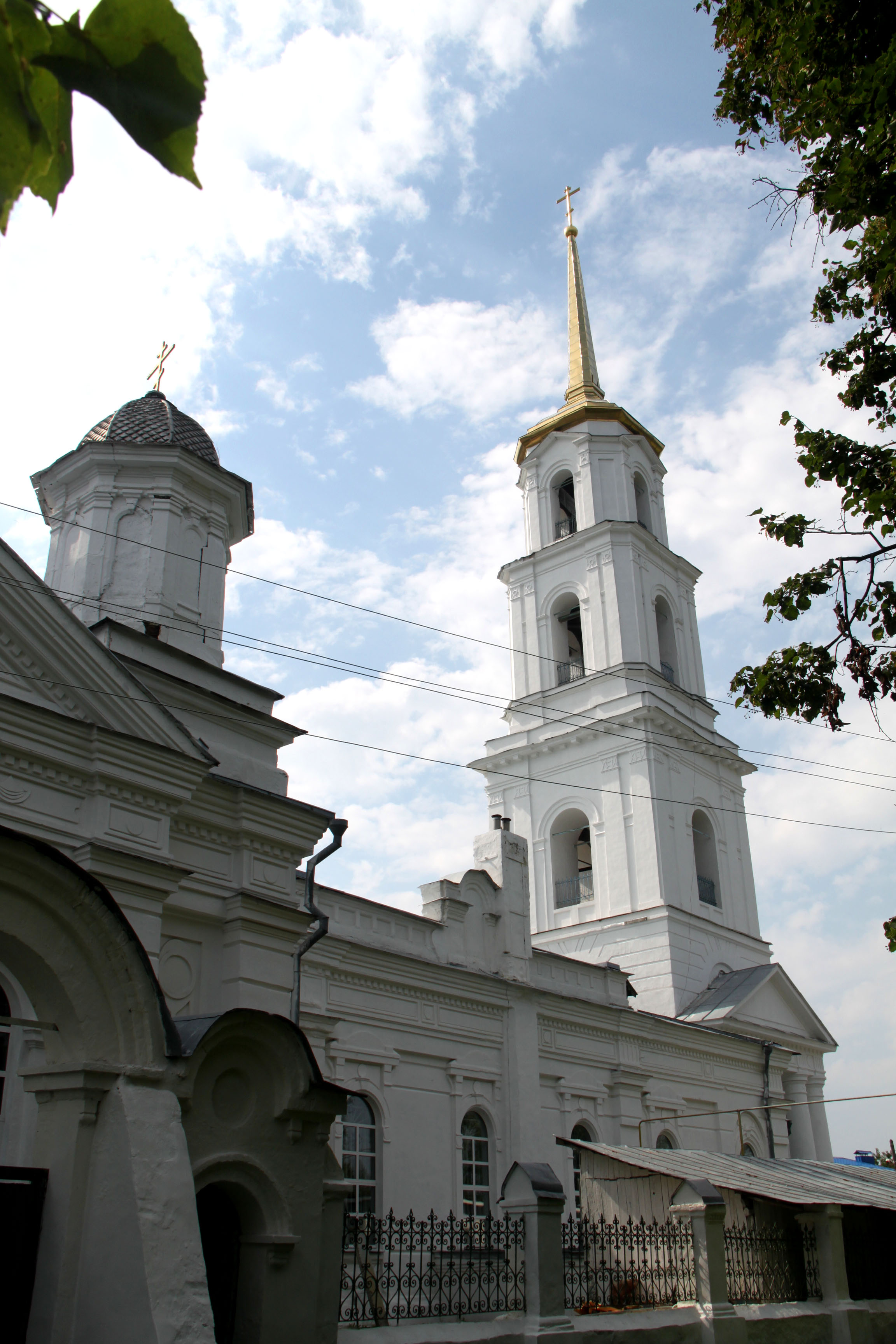
Вид на Троицкую церковь.
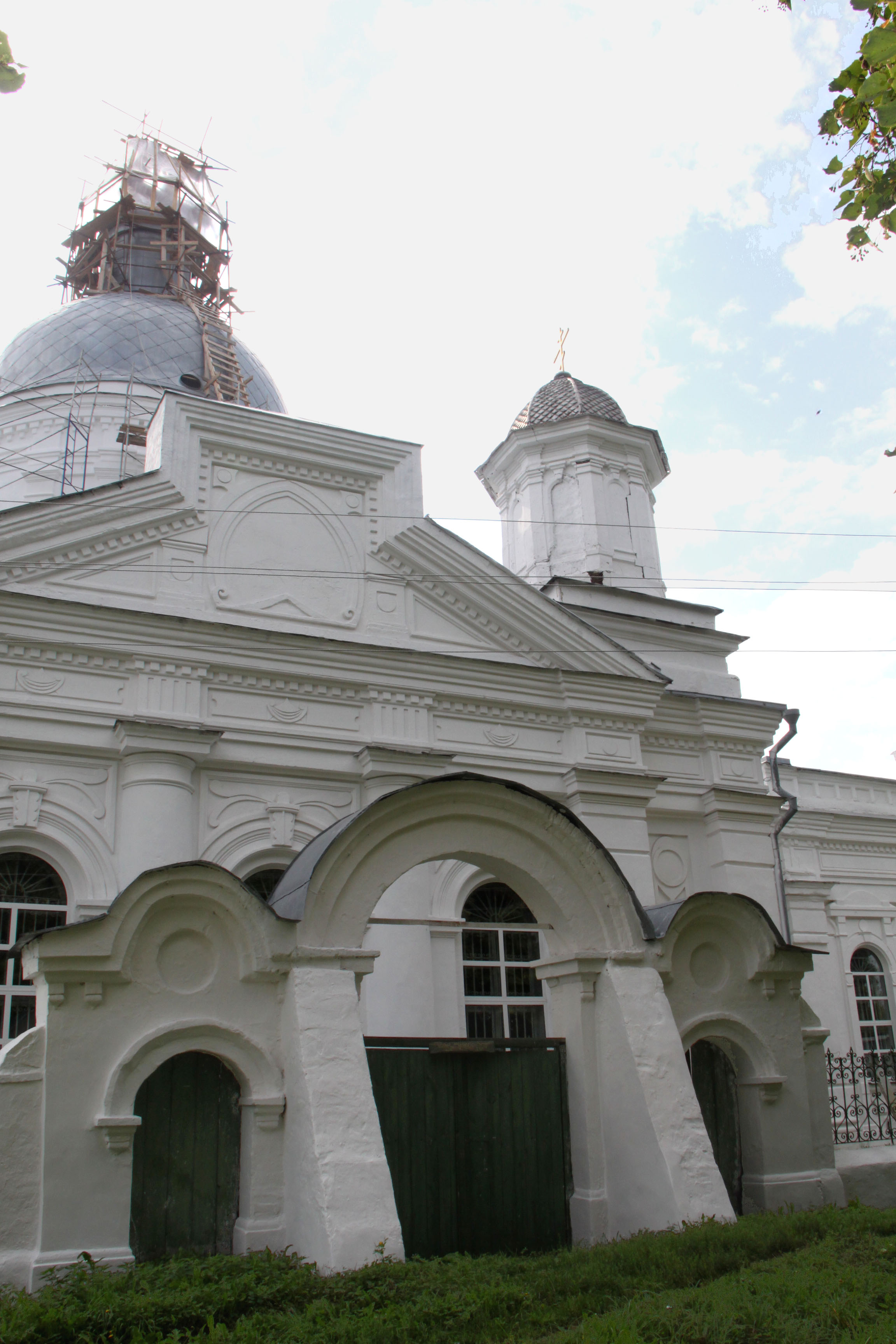
Ворота церкви.

## Особенности
Храм имеет двухъярусную алтарную преграду из белого мрамора работы итальянских мастеров. В церкви сохранились ценные фрески, выполненные по эскизам русских мастеров XIX века В. Васнецова, М. Нестерова, А. Иванова, В. Котарбинского, Г. Семирадского. Некоторые фрески повторяют оформление Владимирского собора в Киеве. В храме представлены картины «Явление Христа народу», «Христос на Руси», «Христос в доме Марфы и Марии» и другие. Пол выложен оригинальной метлахской плиткой.
Особо чтимые храмовые иконы: Почаевская икона Божьей Матери, блаженной Матроны Московской с частицами мощей, блаженной Матроны Анемнясевской, великомученика и целителя Пантелеймона, священноисповедника Петра просвитера Великодворского с частицами мощей.

## Известные священники
С 1886 года по 1930 год священником в церкви служил Остроумов Стефан Иоаннович — член IV Государственной думы от Рязанской губернии, протоиерей, магистр богословия, литератор, известный проповедник трезвого образа жизни.

## Адрес
391001 Россия, Рязанская область, Клепиковский район, рабочий посёлок Тума, площадь Пожарная. Телефон: 8-49142-4-04-77.
Настоятель Храма — иерей Михаил Юрьевич Митрохин. Телефон 8-910-578-31-67.